# Колорадский университет
Колорадский университет, или Университет Колорадо (англ. University of Colorado) — система государственных университетов в штате Колорадо, состоящая из четырёх кампусов.

## Кампусы
- Колорадский университет в Боулдере (CU-Boulder) — флагман университетской системы. Находится в городе Боулдере, штат Колорадо. Основан в 1876 году, всеобъемлющий исследовательский университет, в котором учатся более 33000 студентов и аспирантов. Он предлагает более 2500 курсов в более чем 150 направлений обучения. Имеет в своём составе девять колледжей и школ.
- Колорадский университет в Колорадо-Спрингс[англ.] (UCCS) является самым быстрорастущим из трёх кампусов, предлагающих степени бакалавра и магистра, в котором обучаются около 12000 студентов. Он предлагает 34 программы бакалавра, 19 магистерских и пять докторских программ. Имеет в своём составе шесть колледжей.
- Колорадский университет в Денвере[англ.] (CU Denver) является крупнейшим исследовательским университетом в Колорадо, имеет бюджет более $ 420 млн в год для исследований, который является самым большим из всех бюджетов любых других учреждений в Колорадо. Имеет восемь школ и колледжей. Расположен в центре города Денвер, в нём обучается более 18000 студентов.
- Медицинский кампус Аншуц в Авроре (англ. The CU Anschutz Medical Campus in Aurora) — кампус университета Колорадо в Денвере, имеет в своём составе шесть школ, в которых обучают медицинским наукам, а также в нём проводят обширные исследования. В кампусе обучаются более чем 4000 студентов.